# Tàngara de gorja escarlata
La tàngara de gorja escarlata (Compsothraupis loricata) és un ocell de la família dels tràupid (Thraupidae)) i única espècie del gènere Compsothraupis Richmond, 1915.

## Hàbitat i distribució
Habita zones de bosc obert, generalment a prop de l'aigua, a les terres baixes a int de l'est del Brasil.